# Ayabe
Ayabe (綾部市?, Ayabe-shi) è una città giapponese della prefettura di Kyōto.